# Julocroton
Julocroton é um género botânico pertencente à família Euphorbiaceae.

## Espécies
Composto por 83 espécies:
| - Julocroton abutiloides - Julocroton ackermannianus - Julocroton acuminatissimus - Julocroton agrestis - Julocroton argenteus - Julocroton brittonianum - Julocroton camporum - Julocroton chodatii - Julocroton conspurcatus - Julocroton cooperianus - Julocroton crassirameus - Julocroton decalobus - Julocroton doratophylloides - Julocroton doratophyllus - Julocroton elaeagnoides - Julocroton fuscescens - Julocroton gardneri - Julocroton geraensis - Julocroton geraesensis - Julocroton glazioui - Julocroton herzogianus - Julocroton holodiscus - Julocroton hondensis - Julocroton humilis - Julocroton integer | - Julocroton lanatus - Julocroton lanceolatus - Julocroton lepidus - Julocroton linearifolius - Julocroton lithrifolius - Julocroton malvoides - Julocroton microcalyx - Julocroton montevidensis - Julocroton nervosus - Julocroton nigricans - Julocroton ostenii - Julocroton paniculatus - Julocroton paulensis - Julocroton peruvianus - Julocroton phagadaenicus - Julocroton phagedaenicus - Julocroton phyllanthum - Julocroton phyllanthus - Julocroton pilosus - Julocroton pulcher - Julocroton pycnophyllus - Julocroton pyrosoma - Julocroton quinquenervius - Julocroton ramboi - Julocroton riedelianus | - Julocroton rufescens - Julocroton rupestris - Julocroton rutilus - Julocroton salzmanni - Julocroton salzmannii - Julocroton serratus - Julocroton solanaceus - Julocroton solonaceus - Julocroton stipularis - Julocroton subpannosus - Julocroton thellungianus - Julocroton trichophilus - Julocroton triqueter - Julocroton typhaecephalus - Julocroton typhocephalus - Julocroton valenzuellae - Julocroton velutinus - Julocroton verbascifolium - Julocroton verbascifolius - Julocroton vergarenae - Julocroton villosissimus - Julocroton viridulus - Julocroton vulpinus |

## Nome e referências
Julocroton Mart.